# Rodina (distrikt)
Rodina (bulgariska: Родина) är ett distrikt i Bulgarien.   Det ligger i kommunen Obsjtina Zlataritsa och regionen Veliko Tărnovo, i den centrala delen av landet, 210 km öster om huvudstaden Sofia.